# Hjalle och Heavy
Hjalle & Heavy var en duo bestående av Hjalmar Östman (f. 1976) och Jonas Stentäpp (f. 1975) uppväxta i Dala-Floda respektive Björbo i Dalarna. Hjalle & Heavy blev kända efter att, under två säsonger hösten 1997 och våren 1998, ha medverkat i TV-programmet På rymmen i TV4. Programmet hade som mest 1,7 miljoner tittare. Varje vecka gjorde de en låt som handlade om den så kallade spårhunden som förföljde dem. Låtarna spelades upp i radioprogrammet Önska på Sveriges Radio P3. Under 1998 släppte Hjalle & Heavy tre stycken album. Den första skivan, På rymmen (1998), släpptes inför den andra säsongen i programmet och blev snabbt etta på försäljningslistan. Den sålde i 80 000 exemplar och låg på förstaplatsen på topplistan i fyra veckor. När den andra skivan, 2:a säsongen (1998), sålde i 120 000 ex, toppade de åter skivlistan och några veckor senare var Hjalle & Heavy-hysterin ett faktum. De reste land och rike runt på sin sommarturné och spelade i folkparkerna. I juni hade de turnépremiär på Liseberg i Göteborg inför en publik på 11 000 personer. Deras band Mimikry och Dökött var med och kompade under turnén. Tredje skivan, Dunder (1998), kom ut i november men nådde inte alls samma framgångar som de två första skivorna trots 40 000 sålda exemplar.
De spelar fortfarande tillsammans i punkbandet Mimikry. Heavy spelar än med skogsmetallbandet Dökött.

## Medlemmar
Ordinarie medlemmar
- Hjalle (Hjalmar Östman) – sång, gitarr
- Heavy (Jonas Stentäpp) – gitarr, sång, trummor, basgitarr, keyboard

Bidragande musiker
- Mia Mästerbo – basgitarr, körsång
- Pecka Hindén – basgitarr
- Johan Åsberg – gitarr
- Andreas Ryttare – trummor
- Stefan Morén – medproducent och studiotekniker

## Diskografi
Studioalbum
- 1998 – På rymmen
- 1998 – 2:a säsongen
- 1998 – Dunder

Singlar
- 1998 – "Lasse Kronér"
- 1998 – "Den elaka clownen och den söta flickan" / "Negativ"
- 1998 – "Brudar i läder och killar av stål" / "Folkrace (live från Gröna Lund)"
- 1999 – "Jag ska bli prins" / "Commodore 64"